# Farfalla di Dinard
Farfalla di Dinard è una raccolta di racconti brevi scritti tra il 1946 e il 1950 da Eugenio Montale per la terza pagina del Corriere della Sera e del Corriere d'Informazione e pubblicati nel 1956 da Neri Pozza.
Le brevi prose, composte in un linguaggio comune, traggono spunto da fatti o personaggi reali e da eventi autobiografici.
La raccolta prende il nome dal titolo del racconto finale, ambientato nella cittadina francese di Dinard.

## Edizioni

### Edizioni italiane
- Farfalla di Dinard, Neri Pozza, Venezia, 1956.
- Farfalla di Dinard, A. Mondadori, Milano 1960.
- Farfalla di Dinard, Leonardo, Milano, 1994.
- in: Opere complete. Prose e racconti, Vol. II: a cura e con introduzione di Marco Forti; note ai testi e varianti a cura di Luisa Previtera, Collana I Meridiani, A. Mondadori, Milano 1995.
- Farfalla di Dinard, a cura di Niccolò Scaffai, Collezione Lo Specchio, Milano, Mondadori, 2021, ISBN 978-88-047-4095-7.

### Edizioni in altre lingue
- (EN)  The butterfly of Dinard, translated by G. Singh, Magazine, London 1970; University Press of Kentucky, Lexington, 1971.
- (DE)  Die Straußenfeder: Erzählungen, Auswahl, Übersetzung und Nachwort von Alice Vollenweider, Piper, München, 1971.
- (PT)  A borboleta de Dinard, Dom Quixote, Lisboa, 1975.
- (DE)  Schmetterling von Dinard, mit einem Nachwort von Christine Wolter, Rütten & Loening, Berlin, 1975.
- (NO)  Sommerfugl i Dinard, oversatt av Sigrid Omland Hansteen, Aschehoug & Co., Oslo, 1976.
- (SR)  Leptir iz Dinara: i ostali prozni spisi, izbor i pogovor Serđo Turkoni; prevod s italijanskog Srđan Musić, Rad, Beograd, 1979.
- (FR)  La maison aux deux palmiers, traduit par Mario Fusco, Fata Morgana, Cognac, 1983.
- (FR)  Papillon de Dinard, traduit par Mario Fusco, Fata Morgana, Cognac, 1985.